# Guillermo Jacobo de Croy
Guillermo Jacobo (Jacques) de Croy, O.S.B., španski rimskokatoliški duhovnik, škof in kardinal, *1478, los Países Bajos, †6. januar 1521, Cambrai.

## Življenjepis
1. februarja 1503 je bil imenovan za škofa Cambraija; škofovsko posvečenje je prejel 17. maja 1506.
1. aprila 1517 je bil povzdignjen v kardinala. Leta 1519 je odstopil s škofovskega položaja.